# Hugo de Vries
Hugo Marie de Vries [hycho de vrís] (16. února 1848 Haarlem – 21. května 1935 Lunteren) byl nizozemský botanik, evoluční biolog a jeden z prvních genetiků. Vytvořil koncept genu, znovu objevil Mendelovy zákony dědičnosti a zavedl pojem mutace pro vysvětlení evoluce.

## Život a působení
Pocházel z rodiny významného právníka a později nizozemského premiéra a už od dětství byl nadšeným botanikem. Když se roku 1866 zapsal na Univerzitu v Leidenu, měl už velkou sbírku herbářů, během studia ho však začala víc zajímat fyziologie rostlin a Darwinova teorie evoluce. Po promoci v roce 1870 studoval chemii a fyziku na Univerzitě v Heidelbergu a růst rostlin ve Würzburgu. V letech 1871–1875 učil přírodní vědy v Amsterdamu a roku 1875 dostal nabídku učit na plánované zemědělské vysoké škole v Berlíně. Pravidelně dojížděl do Würzburgu, kde pokračoval ve svých výzkumech, a krátce učil na univerzitě v Halle-Wittenbergu. V roce 1877 začal učit na nově založená Amsterdamské univerzitě, kde se roku 1881 stal profesorem. V letech 1885–1918 byl také ředitelem amsterodamského botanického ústavu a botanické zahrady. Roku 1918 byl emeritován a odstěhoval se do Lunterenu, kde měl velkou pokusnou zahradu.

## Dílo

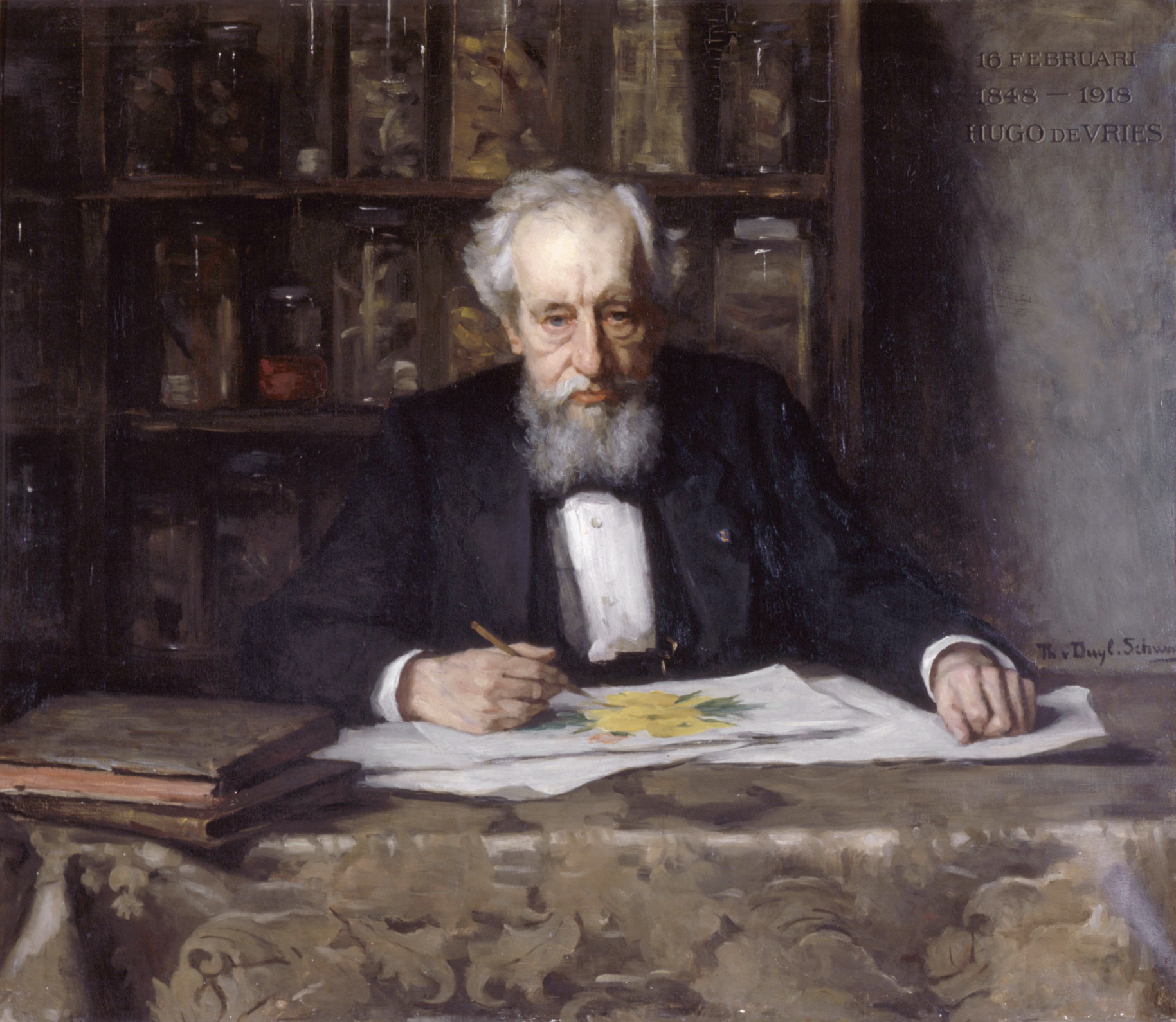
T. Schwartze: Hugo de Vries (1918)

V roce 1889 publikoval knihu Intracellular pangenesis, kde v návaznosti na Darwinovu Pangenesis vyslovil hypotézu, že dědičné rysy organismů musí mít své nosiče jako částice, které nazval "pangeny" (o 20 let později zkrátil název W. Johannsen na "geny"). Aby podpořil tuto hypotézu, dělal pokusy s křížením různých rostlin a přitom dospěl k pravidlům, která dnes nazýváme Mendelovy zákony dědičnosti. Teprve později se seznámil s 30 let starým Mendelovým článkem a svoji terminologii podle něho zčásti upravil. V článku z roku 1900 Mendela necitoval, ale po kritice C. Corrense jeho prvenství uznal.
Ve své době se de Vries nejvíce proslavil svou teorií mutací. Roku 1886 si všiml nových forem u volně rostoucích pupalek a z jejich semen vypěstoval řadu různých forem. Na tomto základě vyslovil hypotézu náhle vznikajících výrazných změn, které nazval mutace. Později se však ukázalo, že jím pozorovaný jev byl způsoben polyploidií (přítomností více sad chromozomů) a nikoli mutacemi v moderním slova smyslu.

## Ocenění
Roku 1905 byl de Vries zvolen zahraničním členem Royal Society, roku 1910 Královské švédské akademie věd. Roku 1906 získal Darwinovu medaili a roku 1929 Linnéovu medaili.